# Little Crow

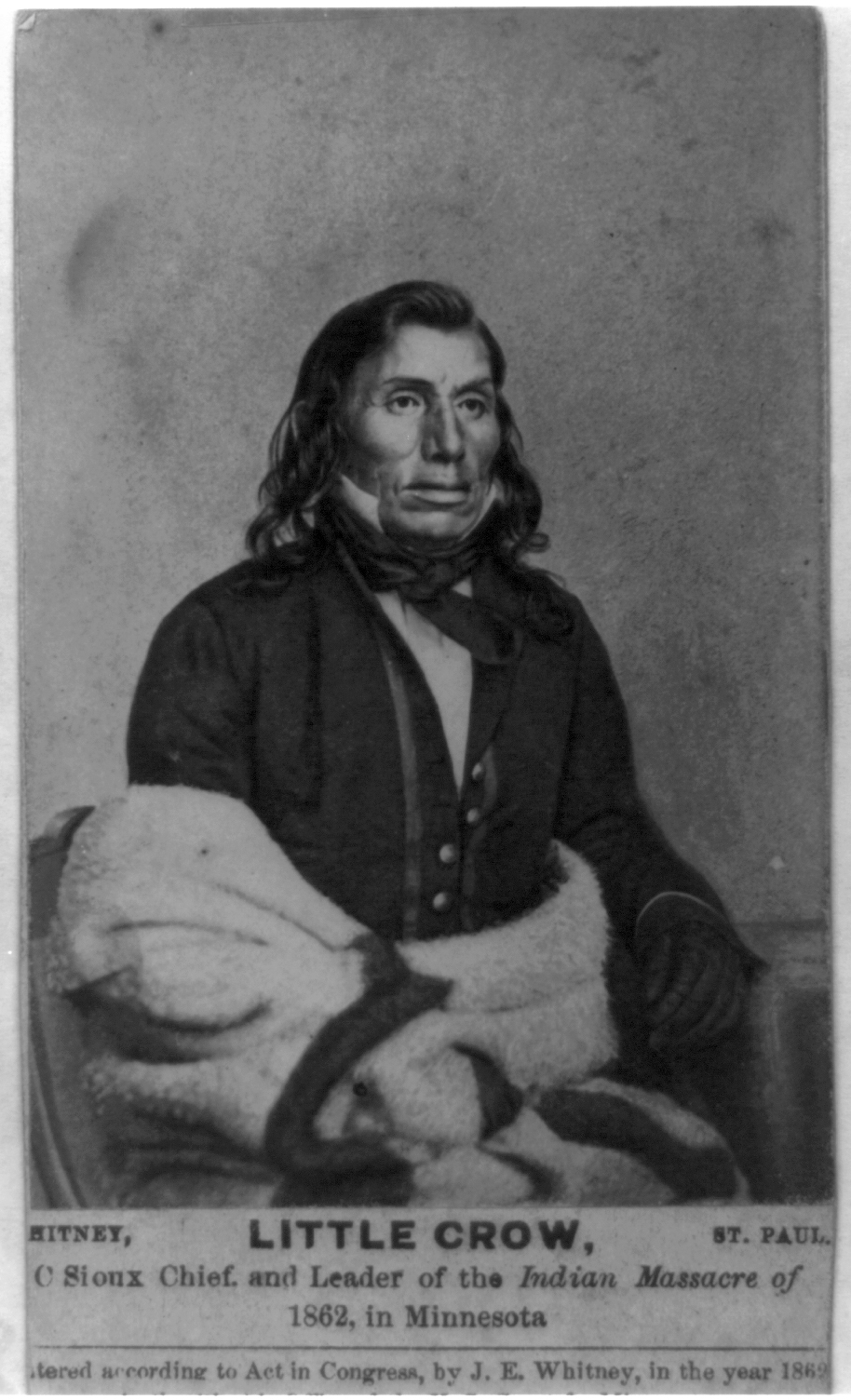
Little Crow

Little Crow III (Thaóyate Dúta em dakota; "Pequeno Corvo", em português) (1810 – Condado de Meeker, 3 de julho de 1863) foi um chefe dos índios Mdewakanton Dakota - Sioux. Little Crow liderou parte do povo Dakota em uma guerra de cinco semanas contra os Estados Unidos em 1862.

## Carreira
Em 1846, após sobreviver uma disputa violenta pela liderança contra seus irmãos, Taoyateduta virou chefe de sua tribo e assumiu o nome Little Crow. Foi um dos signatários do Tratado de Mendota pelos Santee Sioux, no qual cedeu grande parte de sua área tribal para os que hoje são os estados de Minnesota e Iowa, nos Estados Unidos que foi vendida por 1,41 milhão de dólares. Em troca, eles receberam uma reserva, a Lower Sioux Agency em Minnesota e a promessa de pagamentos anuais e entregas de mercadorias. Como resultado, sua popularidade caiu e perdeu uma eleição para representante tribal em 1862, após a qual tentou mudar suas ideias tradicionalistas.
Naquele verão, houve grande fome e tensões entre os dakota, representantes do governo, comerciantes de pele e uma população crescente de colonos europeus e americanos. Em 17 de Agosto de 1862, quatro caçadores dakota mataram cinco colonos Anglo-Americanos, incluindo duas mulheres. Com medo da punição, eles imploraram pela ajuda de uma parte dos chefes dakota que queriam uma guerra para expulsar os colonos da região. O seu líder escolhido foi o Pequeno Corvo, que inicialmente tentou dissuadi-los. Ele apontou a futilidade de lutar contra o "homem branco", mas no fim aceitou liderá-los. O Pequeno Corvo lutou pela morte com eles e liderou o massacre de centenas de colonos e a captura de cerca de 300 reféns brancos e "sangue misto", sendo esses principalmente mulheres.
Little Crow sofreu severa oposição de diversos Dakota, principalmente fazendeiros e cristãos conversos - que preferiam manter a paz com os Estados Unidos, eram contra o assassinato de civis e queriam libertar os reféns. Em setembro, Pequeno Corvo trocou uma série de mensagens com o Coronel Henry Hastings Sibley, oferecendo uma negociação. Sibley, no entanto, recusou iniciar as negociações até que os reféns fossem libertos. Apesar das demandas da Guerra Civil Americana terem enfraquecido o exército estadunidense, o exército voluntário de Sibley derrotou as forças do Pequeno Corvo definitivamente na Batalha de Wood Lake em 23 de Setembro de 1862.
Após sua derrota, Pequeno Corvo impediu que seus seguidores atacassem outros dakota ou matassem os reféns e fugiu com parte deles para as planícies do nordeste americano. Ele esperou pelo suporte de outras tribos nativo-americanas ou dos britânicos no Canadá. Rejeitado pelas outras tribos, partiu com o número de seguidores diminuindo cada vez mais. Little Crow retornou para a cidade de Yellow Medicine com seu filho Wowinape no fim de Junho de 1863.
O Pequeno Corvo foi baleado e morto em 3 de julho de 1863 por dois colonos brancos, pai e filho. Ele foi escalpelado, mutilado e seus restos mortais foram exibidos publicamente na cidade de Hutchinson, Minnesota. O estado pagou ao pai US$ 500 pelo assassinato do Pequeno Corvo e US$ 75 ao filho por seu escalpelamento.